# Coll Sacreu
|  | No s'ha de confondre amb Collsacreu. |

El Coll Sacreu és una collada que uneix els municipis de Beuda, a la Garrotxa, i Cabanelles, a l'Alt Empordà.